# Dictyoconoides
Dictyoconoides es un género de foraminífero bentónico de la subfamilia Rotaliinae, de la familia Rotaliidae, de la superfamilia Rotalioidea, del suborden Rotaliina y del orden Rotaliida. Su especie tipo es Conulites cooki. Su rango cronoestratigráfico abarca el Luteciense (Eoceno medio).

## Clasificación
Dictyoconoides incluye a las siguientes especies:
- Dictyoconoides conditi †
  - Dictyoconoides conditi var. roeae †
- Dictyoconoides cooki †
- Dictyoconoides flemingi †
- Dictyoconoides haimei †
- Dictyoconoides kohaticus †
- Dictyoconoides kumari †